# Palmeiras de Goiás

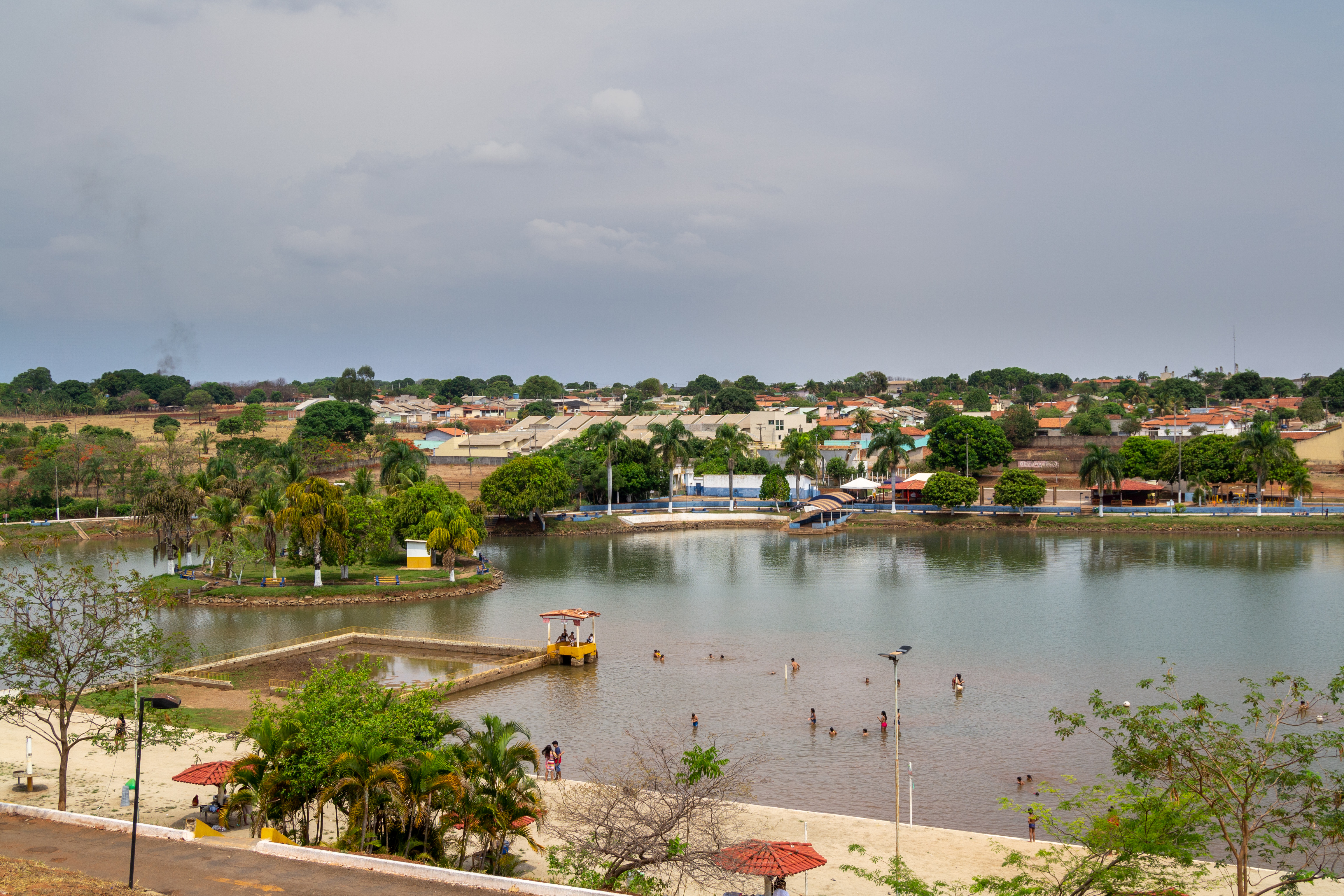
Lago Municipal de Palmeiras de Goiás

Palmeiras de Goiás é um município brasileiro do estado de Goiás, a estimativa da população em 2021 segundo o IBGE é de 29 915 habitantes.

## História
Sua história começou em 1800, quando a família do tenente Antônio Martins Ferreira de Andrade, procedente de São Paulo chegou à capital da capitania de Goiás (Cidade de Goiás) e requereu terras devolutas às margens do Rio dos Bois, que até hoje é um dos mais importantes rios do nosso estado. O governador da capitania era Fernando Delgado Freire de Castilho, que atendeu ao requerimento de Antônio Martins, que tão logo se apossou das terras, deu ao lugar o nome de Sítio das Palmeiras, devido aos milhares de coqueiros existentes na região.
Os Andrades doaram a São Sebastião, 800 alqueires de terras junto ao Córrego Azul, onde é hoje o distrito de Linda Vista, no município de Cezarina. Oriundo das minas de São Francisco de Assis, hoje, Anicuns, o padre Filipe chegou com a incumbência de escolher o local onde seria construída a capela. No local escolhido foi erguida uma cruz de madeira e uma missa foi celebrada na presença dos fazendeiros do lugar.
A família Andrade vendeu as terras à família Martins, que manteve o compromisso de doar os 800 alqueires ao Santo, bem como o de construir a igreja. De posse das terras, os Martins se dedicaram à lavoura com a ajuda dos escravos e esqueceram do compromisso, ficando a construção da igreja paralisada por dois anos. Quando lhes foi cobrado o compromisso, alegaram que construiria a igreja, mas em outro local, por que naquele patrimônio, havia contrabando de pinga e os escravos bebiam e não trabalhavam.
A mudança da sede da igreja aconteceu após entendimento entre o dono da terra e o padre José Maria, que escolheram o local onde morava o garimpeiro Jonas Alemão, desde 1794. Sobre Jonas, que na verdade, foi o primeiro habitante do lugar onde esta localizada hoje a cidade de Palmeiras de Goiás, há que se ressaltar que o mesmo era garimpeiro, porém, diferente de cidades como Goiás Velho e Pirenópolis, Palmeiras nunca foi de tradição mineradora de ouro ou pedras preciosas, mas historicamente há o testemunho de Jeronimo Rodrigues Peró através de seus manuscritos de que o alemão tinha muito ouro e que antes de sua morte em 1837, ele o acompanharia em uma viagem a Petrópolis para vendê-lo, mas sobreveio a Jonas uma pneumonia que acabou por ceifar-lhe a vida e do ouro não se sabe o destino já que esse era mudado de lugar de forma a não ser encontrado e quando no leito de morte Jonas tinha delírios e dizia que o ouro estava ali ou acolá mas ninguém o encontrou. Mas se havia o ouro e aqui nunca houve uma corrida do mesmo como explicar a sua origem? Uma das hipóteses é a de que quando Jonas aqui chegou ele já tinha o ouro. Teria vindo de Minas Gerais fugindo do pagamento da derrama imposta por Portugal e aqui "fez" que garimpava, com a chegada dos Rodrigues dos quais era muito amigo e estes tinham amizade com a Família Real e como nessa época a Independência já era uma realidade então ele resolveu dispor do ouro.
Em 20 de maio de 1832 foi lavrada a escritura no “Livro de Ouro” de São Sebastião, ficando então transferido o patrimônio para o local onde é hoje Palmeiras de Goiás. Nessa mesma ocasião foi celebrada missa, realizou-se batizados e foi demarcado pelo padre Azevedo Coutinho, o lugar onde seria construída a igreja.
Todos os habitantes da região ajudaram na construção da igreja: uns cumprindo promessas, outros por devoção e alguns para ganhar dinheiro, mas, apesar de todos os esforços, a obra só foi concluída em 1843.
Dois sinos foram doados por dona Joana e trazidos de Uberaba, nos lombos de burros, até sua fazenda que ficava a dez léguas do patrimônio.
No dia 11 de julho de 1844, o povo de São Sebastião do Alemão, acompanhado do padre José Maria, foi até a fazenda de dona Joana e trouxe os sinos nas costas.
Ao chegarem da longa e cansativa viagem, realizaram batizados, inauguraram os sinos e fizeram festas.
O responsável pela formação do povoado que agora se chamava São Sebastião do Alemão, foi Filipe de Oliveira, em 1850.

### De povoado a vila
Com a vinda de Tobias Monteiro e sua família, procedentes da Bahia, o povoado de  São Sebastião do Alemão foi elevado à condição de freguesia em 9 de novembro de 1857, através da Resolução n° 08/57.
Nova família chega à freguesia. Trata-se da família Coimbra, cujos membros se estabeleceram como comerciantes. Com isso, novo impulso foi dado ao lugarejo e com esforços de Abel Coimbra, conseguiu-se elevar a freguesia à vila, de acordo com a lei nº 914, de 10 de dezembro de 1887, mas somente no dia 7 de fevereiro de 1892, é que foi solenemente instalada a vila, denominada Vila de São Sebastião do Alemão.

### De vila a município
Com o progresso acentuado da vila São Sebastião do Alemão, esta foi elevada à condição de cidade, através da lei nº 260, de 6 de julho de 1905, alterando o nome para cidade de Allemão. Até então, o município pertencia a Goiás Velho, (antiga capital do estado de Goiás), tornando-se portanto, independente política e administrativamente.
Um fato importante para que a cidade tivesse o seu nome trocado, foi determinado pelo grande número de palmeiras que existia no município. Portanto, através da lei nº 540, de 14 de junho de 1917, São Sebastião do Alemão passou a chamar-se Palmeiras. Porem, deve-se ressaltar, que o fator determinante para a mudança do nome foi devido constar nome a referência ao Alemão, pois na época tudo o que dizia respeito à Alemanha era motivo de discriminação e preconceito, principalmente nos rincões brasileiros, devido à atuação daquele pais na Primeira Guerra Mundial. Outro fato interessante é que a Igreja Católica local não aceitou de início a retirada do nome de São Sebastião, usando em seus documentos e correspondências a denominação "São sebastião das Palmeiras". Livro Dez Lírios e uma Palmeira de Josélio Gomes e os manuscritos  de Sebastião Rodrigues Peró.
Posteriormente, por força do Decreto-Lei estadual nº 8305, de 31 de dezembro de 1943, Palmeiras passa a chamar-se Mataúna.
De conformidade com o artigo 65 das Disposições Transitórias da Constituição Estadual, em 1947, o município volta a chamar-se Palmeiras, com o acréscimo “de Goiás”, devido à existência de outros lugares no Brasil, com o mesmo nome. A última denominação, e que se conserva até hoje, é Palmeiras de Goiás.

### Palmeiras torna-se comarca
No dia 8 de maio de 1940, através do Decreto-Lei Estadual nº 3174, Palmeiras de Goiás é elevada à categoria de Comarca e passa a ser um Distrito Judicial sob a alçada de um Juiz de Direito. 

## Demografia

### Etnias
| Etnia    | Percentual |
| -------- | ---------- |
| Branca   | 36,14%     |
| Preta    | 8,13%      |
| Amarela  | 0,11%      |
| Parda    | 55,5%      |
| Indígena | 0,11%      |

Fonte: IBGE Censo 2022

## Geografia
Localiza-se a latitude 16º48'18" sul e à longitude 49º55'33" oeste, estando a uma altitude de 596 metros. Sua população é de 28 858 habitantes, conforme estimativa do IBGE de 2019.
Possui uma área de 1544,9 km². Vale ressaltar a hidrografia do município com mais de cem cursos d'água dentre eles os rios Capivari e dos Bois que hoje abastece a cidade. Quanto aos elevados destacam-se o Morro da Ladra e o Morro Mundo Novo que juntamente com a Serra da Jiboia, com 1080 metros de altitude, formam a Área de Proteção Ambiental da Serra da Jiboia com 25 mil hectares, criada pelo Decreto 5.176 de 2000, pelo filho da terra, o Governador Marconi Perillo.

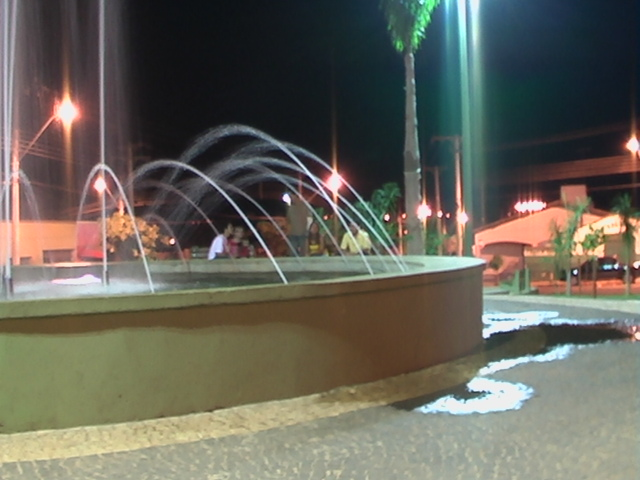
Fonte da Praça São Sebastião

| 38                        | São Luís de Montes Belos | 33 279 |
| 39                        | Pires do Rio             | 33 193 |
| 40                        | Palmeiras de Goiás       | 32 004 |
| Mais de 20.000 habitantes |                          |        |
| 41                        | Alexânia                 | 28 690 |
| 42                        | Itapuranga               | 28 522 |

### Pontos turísticos
Um dos principais pontos turísticos de Palmeiras de Goiás e o Lago Municipal, tem também a Serra da Jiboia que foi declarada Área de Proteção Ambiental (APA), tem também a tradicional Cavalhadas, principal evento cultural do município, o evento foi promovido pela primeira vez em 1908 por José Pereira de Alcântara (um dos fundadores da cidade).

### Desastre aéreo em 1952
A explosão do Douglas DC-3 PP-ANH foi um desastre aéreo ocorrido em 12 de agosto de 1952. A aeronave, prefixo PP-ANH, do consórcio Nacional-Viabras realizava a linha aérea Jataí-Goiânia-Belo Horizonte-Rio incendiou-se e explodiu em pleno ar, durante tentativa de pouso de emergência nas proximidades de Palmeiras de Goiás. A explosão mataria todos os seus 24 ocupantes, entre os mortos, estava o filho do então governador de Goiás, Pedro Ludovico Teixeira, Antônio Borges Teixeira.

## Infraestrutura

### Educação
Na área da educação, o Índice de Desenvolvimento da Educação Básica (IDEB) obtido por alunos do 5º ano das escolas públicas de Palmeiras de Goiás foi de 6,4 em 2021, enquanto que do 9º ano foi de 5,1 (numa escala de avaliação que vai de nota 1 a 10). Em 2010, 96,7% das crianças entre sete e 14 anos estavam matriculadas em instituições de ensino. O município contava, em 2021, com 21 matrículas nas instituições de educação infantil e ensinos fundamental e médio da cidade.

### Comunicações
O código de área (DDD) do município é 064 e o Código de Endereçamento Postal (CEP) da cidade vai de 76194-970, 76194-959 e 76190-000. O serviço postal é atendido por uma agência da Empresa Brasileira de Correios e Telégrafos, localizada na rua Humberto Martins Ribeiro, Centro. A cidade também é amplamente coberta pelo serviço de telefonia móvel 4G.